# Beke (Lippe)
Die Beke ist ein etwas über 17½ Kilometer langer, orografisch linker und östlicher Nebenfluss der Lippe im nordrhein-westfälischen Kreis Paderborn.

## Name
Der Fluss wird im Mittelalter als Bekena bezeichnet. Der Name ist eine n-Ableitung von germ. *baki für 'Bach'.

## Geographie

### Verlauf
Die Beke (niederdeutsch für „Bach“) entspringt im Altenbekener Ortsteil Buke auf einer Höhe von 317 m ü. NHN. 
Bis Altenbeken nordwärts fließend wendet sie hier ihren Lauf nach Westen. In der Nähe des Ortseingangs von Altenbeken fließt der Beke zunächst das Wasser des Apuhls zu, anschließend fließen ihr der aus der Max-und-Moritz-Quelle entspringende Bach, der aus der „Bollerborn“ genannten Quelle entspringende Wasserlauf sowie der von Norden kommende Sagebach zu.
Etwa zwei Kilometer westlich des Altenbekener Viadukts nimmt die Beke von rechts die nur zeitweilig fließende Durbeke auf, die knapp einen Kilometer nördlich von Kempen auf der Rhein-Weser-Wasserscheide entspringt.
Etwa einen Kilometer östlich von Neuenbeken nimmt die Beke schließlich von links noch die Silberbeke aus dem Dunetal, einem typischen Trockental, auf, welche aber nur sehr selten und nur nach langanhaltendem Starkregen oder nach der Schneeschmelze Wasser führt. 
Im weiteren Verlauf nimmt die Beke keine weiteren Bäche mehr auf und fließt weiter in überwiegend westliche Richtung, durch die Paderborner Stadtteile Neuenbeken und Marienloh, bevor sie dann auf einer Höhe von 120 m ü. NHN von links in die Lippe mündet.
Der 17,6 km lange Lauf der Beke endet ungefähr 197 Höhenmeter unterhalb ihrer Quelle, sie hat somit ein mittleres Sohlgefälle von circa 11 ‰.

### Zuflüsse
- Bollerborn[5] (rechts)
- Kuhlbornbach (links)
- Sagebach (rechts), 4,5 km, 4,64 km², 87 l/s
- Durbeke (rechts), 8,7 km, 10,93 km², 213 l/s
- Silberbeke[5] (links)

## Wasserführung
Im Sommer liegen meist weite Teile der Beke trocken. Der Bach versickert ab etwa einem Kilometer oberhalb von Neuenbeken im karstigen Untergrund, so dass er bis vor Marienloh zeitweilig kein Wasser führt. Durch eine kleine Quelle führt die Beke ab dort zumindest als kleines Rinnsal ganzjährig bis zu ihrer Mündung in die Lippe Wasser. Im Winter oder nach starken Regenfällen führt der Bach auf seiner gesamten Länge Wasser. Bei Schneeschmelze oder Regen wird der Wasserstand der Beke teils so hoch, dass man Kanu fahren kann.